# Toucountouna (arrondissement)
Toucountouna est un arrondissement du département de Atacora au Bénin.

## Géographie
Toucountouna est une division administrative sous la juridiction de la commune de Toucountouna ,.

## Démographie
Selon le recensement de la population effectué par l'Institut National de la Statistique Bénin en 2013, Toucountouna compte 16330 habitants pour une population masculine de 7938 contre 8392 femmes pour un ménage de 4614.